# Terrence Warren
Terrence Lamonte Warren (Louisville, 2 agosto 1969) è un ex giocatore di football americano statunitense che ha militato nel ruolo di wide receiver nella National Football League (NFL).

## Carriera
Nel Draft NFL 1993, Warren fu scelto dai Seattle Seahawks nel corso del quinto giro (114º assoluto). Vi giocò per due stagioni fino al 1994. L'anno seguente passò brevemente ai San Francisco 49ers dopo di che firmò con i neonati Jacksonville Jaguars con cui non disputò alcuna partita a causa di un infortunio.